# Николаева, Анна Тимофеевна
Анна Тимофеевна Николаева (5 мая 1922, Острогожск — 12 апреля 2003, Киев) — советская актриса. Народный артист Украинской ССР (1972).

## Биография
Родилась 5 мая 1922 года в городе Острогожске Воронежской области.
В 1939 году окончила драматическую студию при Орловском областном драматическом театре.
В 1939—1947 годах — актриса Орловского областного драматического театра.
В 1947—1948 годах — актриса Русского драматического театра имени А. П. Чехова в Кишинёве.
В 1948—1952 годах — актриса Одесского театра Советской армии Одесского Военного округа.
С 1952 года и до конца жизни — актриса Киевского академического театра русской драмы им. Леси Украинки, где сыграла более 80 ролей.
Член КПСС с 1953. Награждена орденом «Знак Почёта» (24.11.1960), медалями. Народный артист Украинской ССР (1972).
Умерла в 2003 году в Киеве.
Автор мемуаров «В пути…по пути» (Винница, 2001).

## Роли в театре
Национальный академический театр русской драмы имени Леси Украинки (Киев)
- 1954 — «Дочь прокурора» Ю. Яновского — — Кира Карловна
- 1972 — «Пока арба не перевернулась» О. Иоселиани — Кесария
- 1978 — «Хозяйка» М. В. Гараевой — Любовь Степановна Коваленко
- — «Дети солнца» М. Горького — Меланья
- — «Тёпленькое место» по пьесе А. Н. Островского «На бойком месте» — Евгения
- — «Каменный гость» А. С. Пушкина — Донна Анна
- — «Три сестры» А. П. Чехова — Маша
- — «Власть тьмы» Л. Н. Толстого — Матрёна
- — «Странная миссис Сэвидж» Дж. Патрика — миссис Сэвидж

Анна Тимофеевна — замечательный товарищ и партнёр. Она всегда согласна играть любую роль, большую или маленькую, и если ей приходится играть роль, как говорят в театре, «без ниточки», то она всё равно сделает её «большой», интересной и значительной. Если в спектакле надо петь, а Анна Тимофеевна обладает не оперным голосом, то она берёт уроки пения и в результате будет петь почти как в оперном театре. Это она доказала во многих спектаклях.— Анатолий Решетников

## Фильмография
Исполнила более 30 ролей в кино, в том числе:
- 1956 — Дети солнца — Мелания
- 1956 — Суета — Дарина
- 1959 — Григорий Сковорода — Мавра Шувалова
- 1960 — Катя-Катюша — тётя Кати
- 1960 — Прощайте, голуби — Ольга Булатова, мать Тани
- 1960 — Самолёт уходит в 9 — Клавдия
- 1961 — Гулящая — Мария Ивановна, кухарка-прислуга вторых хозяев Христи
- 1962 — Среди добрых людей — Анна Тимофеевна, больная
- 1965 — Гадюка — Серафима Львовна, соседка Ольги по коммуналке
- 1965 — Нет неизвестных солдат — Сонечка, жена аптекаря
- 1965 — Хочу верить — Сергеева, вдова Петра Сергеева
- 1967 — Непоседы — Акатьева, заведующая столовой в Нефтяном
- 1968 — Гольфстрим — мать Олега
- 1970 — Путь к сердцу — Нонна Михайловна, член ученого совета
- 1971 — Инспектор уголовного розыска — Лора
- 1973 — Ни пуха, ни пера! — жена Семёна Семёновича
- 1973 — Умные вещи — эпизод
- 1976 — Не плачь, девчонка — мама призывника
- 1978 — Хозяйка — Любовь Степановна Коваленко, заведующая районо
- 1979 — Поезд чрезвычайного назначения — эпизод
- 1981 — Старые письма — Антонина Васильевна, жена Тенина
- 1981 — Яблоко на ладони — Ложкина, соседка Штанькова
- 1985 — Далёкий голос кукушки — эпизод
- 1991 — Личное оружие — библиотекарь